# Méďa 2
Méďa 2 (v anglickém originále Ted 2), je americká fantasy komedie z roku 2015, kterou režíroval Seth MacFarlane. V hlavní roli se představili Mark Wahlberg, Seth MacFarlane a Amanda Seyfriedová. Jedná se o pokračování snímku Méďa (2012).
Snímek byl uveden do kin 26. června 2015. Film získal pozitivní kritiku a vydělal přes 216 milionů dolarů.

## Obsazení
| Mark Wahlberg      | John Bennett                            |
| Seth MacFarlane    | Ted                                     |
| Amanda Seyfriedová | Samantha Jackson                        |
| Jessica Barth      | Tami-Lynn                               |
| Giovanni Ribisi    | Donny                                   |
| Morgan Freeman     | Patrick Meighan                         |
| John Slattery      | Shep Wild                               |
| Patick Warburton   | muž                                     |
| Michael Dorn       | Rick                                    |
| Bill Smitrovich    | Frank                                   |
| Cocoa Brown        | Joy                                     |
| John Carroll Lynch | Tom Jessup                              |
| Ron Canada         | soudce Matheson                         |
| Jessica Szhor      | Allison                                 |
| Tara Strong        | (Tedovo hlas při"Miluju tě")            |
| Sam J. Jones       | sám sebe                                |
| Sebastian Arcelus  | doktor Danzel                           |
| Tom Brady          | sám sebe                                |
| Dennis Haysbert    | doktor                                  |
| Taran Killam       | sám sebe                                |
| Jimmy Kimmel       | sám sebe                                |
| Jay Leno           | sám sebe                                |
| Kate McKinnonová   | samu sebe                               |
| Bobby Moynihan     | sám sebe                                |
| Liam Neeson        | sám sebe                                |
| Lenny Clarke       | policista                               |
| Patrick Stewart    | vypravěč                                |
| Curtis Stigers     | zpěvák na svatbě                        |
| Nana Visitor       | sociální pracovnice, zajišťující adopci |
| Ralph Garman       | stormtrooper                            |

## Přijetí
Film vydělal 81,5 milionů dolarů v Severní Americe a 135,2 milionů dolarů v ostatních oblastech, celkově tak vydělal 216,7 milionů dolarů po celém světě. Rozpočet filmu činil 68 milionů dolarů. V Severní Americe byl oficiálně uveden 24. června 2015, společně s rodinným filmem Hrdina Max. Za první víkend docílil třetí nejvyšší návštěvnosti, kdy vydělal 33,5 milionů dolarů.milionů dolarů. Na prvním místě se umístil film Jurský svět (54,5 milionů dolarů) a na druhém animovaný film V hlavě (52,3 milionů dolarů).
Na recenzní stránce Rotten Tomatoes získal z 186 započtených recenzí 46 procent s průměrným ratingem 5,3 bodů z deseti. Na serveru Metacritic snímek získal z 38 recenzí 48 bodů ze sta. Na Česko-Slovenské filmové databázi snímek získal 70%.